# Покраяц, Смиля
Смиля Покраяц (серб. Смиља Покрајац; 8 февраля 1920, Медак — 18 марта 1943, Брувно) — учительница, деятель Народно-освободительной войны Югославии, Народный герой Югославии.

## Биография
Родилась 8 февраля 1920 в Медаке. Сербка. Окончила там школу, педагогические училища в Госпиче и Баня-Луке. В молодости увлеклась идеями марксизма, в 1939 году была принята в Коммунистическую партию. Работала в школе деревни Прлево, в родном Медаке занималась деятельностью при поддержке КПЮ.
После Апрельской войны и провозглашения Независимого государства Хорватии Смиля была арестована в 1941 году по подозрениям в связях с коммунистами. Она сбежала из тюрьмы, однако не сумела спасти мужа от гибели. После бегства вступила в партизанское движение, занявшись вербовкой в Народно-освободительную армию жителей Лики и Зрмани. В конце 1941 года вошла в состав Грачацкого комитета Коммунистической партии Хорватии, а затем и в состав Грачацкого отделения Женского антифашистского фронта.
Смиля занималась организацией народно-освободительных советов на территориях, не занятых усташами и немцами. В сентябре 1942 года она была избрана в Ликский окружной совет Женского антифашистского фронта, а как делегат от Лики участвовала в Первом съезде Женского антифашистского фронта Югославии, состоявшемся в декабре 1942 года в Босански-Петроваце. В начале 1943 года продолжила деятельность, направленную на помощь армии, во время битвы на Неретве.
18 марта 1943 в селе Брувно проходило заседание Грачацкого комитета Коммунистической партии Хорватии. Именно в этот день в село ворвались четники. Смиля вступила в схватку с четниками, однако не могла с ними справиться. Чтобы не попасть к ним в плен, она застрелилась.
20 декабря 1951 Указом Президиума СФРЮ Смиле Покраяц было присвоено звание Народного героя Югославии.